# Hilarempis argentula
Hilarempis argentula är en tvåvingeart som beskrevs av Becker 1919. Hilarempis argentula ingår i släktet Hilarempis och familjen dansflugor. Inga underarter finns listade i Catalogue of Life.